# Sergei Petrowitsch Nowikow (Mathematiker)
Sergei Petrowitsch Nowikow (russisch Сергей Петрович Новиков; auch Sergei Novikov; * 20. März 1938 in Gorki; † 6. Juni 2024 in Moskau) war ein russischer Mathematiker, der in algebraischer Topologie und mathematischer Physik arbeitete. Er erhielt 1970 die Fields-Medaille.

## Leben
Nowikows Vater war der Mathematiker Pjotr Sergejewitsch Nowikow, der das Wortproblem für Gruppen löste und wichtige Beiträge zum Burnside-Problem lieferte. Seine Mutter Ljudmila Keldysch und sein Onkel Mstislaw Keldysch waren ebenfalls Mathematiker. Nowikow studierte ab 1955 an der Lomonossow-Universität von Moskau, mit einem Abschluss 1960 (Diplomarbeit: Homotopieeigenschaften von Thom Komplexen). Er hatte Kontakte zu Wladimir Arnold (dem er Topologie nahebrachte) und besuchte das Seminar von Israel Gelfand. 1964 erhielt er den Preis für junge Mathematiker der Moskauer Mathematischen Gesellschaft und wurde 1964 bei Postnikow promoviert (Kandidatentitel, Differenzierbare Sphären-Bündel). 1965 habilitierte er sich (Russischer Doktortitel) mit der Arbeit Homotopie-äquivalente glatte Mannigfaltigkeiten. 1966 wurde er korrespondierendes Mitglied der Akademie der Wissenschaften der UdSSR (1981 wurde er volles Mitglied). Er war 1963 bis 1975 am Steklow-Institut, seit 1965 als leitender Wissenschaftler. Seit 1965 war er außerdem am Mekh-Mat, der Abteilung Mathematik und Mechanik der Lomonossow-Universität, seit 1967 mit einer vollen Professur (zuerst für Differentialgeometrie, ab 1983 Höhere Geometrie und Topologie). 1971 bis 1993 leitete er die Mathematik-Gruppe des Landau-Instituts der Russischen Akademie der Wissenschaften und war danach dort leitender Wissenschaftler. Ab 1983 leitete er die Gruppe Geometrie und Topologie am Steklow-Institut. Er war unter anderem Gastprofessor an der École normale supérieure (1991), der University of Maryland in College Park (1992 bis 1996 in den Frühlingssemestern, ab 1997 war er dort Distinguished University Professor), am KIAS in Seoul (2000 bis 2002) und am Isaac Newton Institute (2009).
Er war seit 1962 verheiratet mit Eleonora Tsoi und hatte einen Sohn und zwei Töchter.
Zu seinen Doktoranden zählen Boris Anatoljewitsch Dubrowin und Igor Kritschewer.

## Werk
In den 1960er Jahren beschäftigte er sich mit algebraischer Topologie. Unter anderem zeigte er, wie homologische Methoden (Spektralsequenzen vom Adams-Typ) und Kohomologie-Operationen in der Berechnung von Homotopiegruppen und in der damals neuen Kobordismen- und K-Theorie angewandt werden konnten. Die Adams-Novikov-Spektralsequenzen sind ein wichtiges Werkzeug der stabilen Homotopietheorie.
Er war auch mit William Browder, Dennis Sullivan und Terry Wall ein Pionier der Chirurgie-Theorie (Surgery, Zerschneidungsmethoden, verwendet für die Klassifikation höherdimensionaler topologischer Mannigfaltigkeiten) in der geometrischen Topologie. Er bewies, dass rationale Pontrjagin-Klassen topologische Invarianten sind. Die Novikov-Vermutung ist eine bekannte offene Frage in der Topologie.

## Ehrungen und Mitgliedschaften
Ab den 1970er Jahren beschäftigte er sich vornehmlich mit mathematischer Physik (Theorie der Solitonen, integrable Systeme u. a.) und wechselte sogar 1971 ans Landau-Institut für Theoretische Physik. Nach ihm und A. P. Veselov ist die Novikov-Veselov-Gleichung (1984) benannt, die zweidimensionale Solitonen beschreibt (wie die KP-Gleichung).
Im Jahr 1970 erhielt er für seine Arbeiten in der algebraischen Topologie die Fields-Medaille. Außerdem erhielt er 1967 den Lenin-Preis, 1981 die Lobatschewski-Medaille, 2008 den Pogorelov Preis der Ukrainischen Akademie der Wissenschaften, 2009 die Bogoljubow-Goldmedaille der Russischen Akademie der Wissenschaften, 2005 den Wolf-Preis und 2012 die Leonhard-Euler-Goldmedaille. 1978 hielt er einen Plenarvortrag auf dem ICM in Helsinki (Linear Operators and Integrable Hamiltonian Systems), war 1966 Invited Speaker auf dem ICM in Moskau (Pontrjagin Classes, the fundamental group and some problems of the stable algebra), 1962 in Stockholm (Smooth manifolds of common homotopy type) und 1970 auf dem ICM in Nizza (Analogues hermitiens de la K-theorie), konnte den Kongress allerdings selbst nicht besuchen, da er wegen der Unterstützung von Dissidenten keine Reiseerlaubnis hatte. Außerdem hielt er 1977, 1981, 1986 und 1988 Plenarvorträge auf den Internationalen Kongressen für Mathematische Physik. Er war ab 1966 korrespondierendes und ab 1981 volles Mitglied der Sowjetischen Akademie der Wissenschaften. Ab 1987 war er Ehrenmitglied der London Mathematical Society und ab 1988 der Serbischen Akademie der Wissenschaften. 1988 wurde er Ehrendoktor der Universität Athen und 1999 der Universität Tel Aviv. Er war ab 1990 der Academia Europaea, ab 1991 Mitglied der Accademia dei Lincei, ab 1994 der National Academy of Sciences, ab 1996 der Päpstlichen Akademie der Wissenschaften und ab 2003 Mitglied der European Academy of Sciences. 1985 bis 1996 war er Präsident der Moskauer Mathematischen Gesellschaft. 2008/09 und 2009/2010 war er im Abel-Preis-Komitee. 2020 wurde ihm die Lomonossow-Goldmedaille zuerkannt.

## Schriften
- Basic elements of differential geometry and topology, Dordrecht, Kluwer 1990
- mit S. V. Manakov, L. P. Pitaevskii, V. E. Zakharov: Theory of solitons: the inverse scattering method. Plenum, New York 1984
- mit Boris Dubrovin, Fomenko: Modern geometry – methods and applications. Band 1–3. Springer, Graduate Texts in Mathematics (zuerst 1984, 1988, 1990, Band 1: The geometry of surfaces and transformation groups; Band 2: The geometry and topology of manifolds; Band 3: Introduction to homology theory; behandelt werden u. a. auch Variationsrechnung, kristallographische Gruppen)
- Topics in Topology and mathematical physics. AMS (American Mathematical Society) 1995
- Integrable systems – selected papers. Cambridge University Press, 1981 (London Math.Society Lecturenotes)
- mit Taimanov: Cobordisms and their application. world scientific, 2007
- mit Wladimir Arnold ist er Herausgeber und Mitautor der Reihe Dynamical systems der Encyclopedia of mathematical sciences, Springer
- Topology – general survey. Band 1 der Topologie Reihe der Encyclopedia of mathematical sciences. Springer 1996
- Solitons and geometry. Cambridge 1994 (Fermi Lectures)
- mit Viktor M. Buchstaber: Solitons, geometry and topology – on the crossroads. AMS
- mit Dubrovin, I. Krichever: Topological and Algebraic Geometry Methods in contemporary mathematical physics, Band 2. Cambridge (Ausgabe russischer Reviewartikel)
- The methods of algebraic topology from the viewpoint of cobordism theory. In: Math. USSR Izv., Band 1, 1967, S. 827–913
- New ideas in algebraic topology (K-theory and its applications). In: Uspekhi Mat. Nauk, Band 20, 1965, S. 41–66.
- mit Dubrovin, Wladimir Borissowitsch Matwejew: Non-linear equations of Korteweg–de Vries type, finite-zone linear operators, and Abelian varieties. In: Russian Mathematical Surveys, Band 31, 1976, S. 59–146
- Integrability in Mathematics and theoretical pyhsics: solitons. In: Mathematical Intelligencer, Band 14, 1992, Nr. 4, S. 13–21
- My generation in mathematics. In: Russian Mathematical Surveys, Band 49, 1994, S. 1
- The Second Half of the 20th Century and its Conclusion: Crisis in the Physics and Mathematics Community in Russia and in the West. In: AMS Translations, Band 212, 2004, mi.ras.ru (PDF; 136 kB)